# Bataille de Álamos (1865)
Ne doit pas être confondu avec Siège de Fort Alamo.
Expédition du Mexique
Batailles
- Fortín
- Las Cumbres
- 1er Puebla
- Barranca Seca
- Cerro del Borrego
- Tampico
- 2e Puebla
- Atlixco
- San Pablo del Monte
- San Lorenzo
- Totoapan
- Morelia
- Campeche
- Veranos
- Tacámbaro
- La Loma
- Parral
- Chihuahua
- Álamos
- Ixmiquilpan
- Bagdad
- Camargo
- Miahuatlán
- Carbonera
- Guayabo
- Villa de Álvarez
- San Jacinto
- Querétaro

La bataille de Álamos a lieu le 24 septembre 1865, dans la ville de Álamos, dans l'état de Sonora, pendant l'expédition militaire française au Mexique. Elle se conclut par la victoire des militants mexicains locaux. 

## Contexte
En juillet 1865, le général Antonio Rosales, ancien gouverneur de l'état de Sinaloa, est sollicité par les autorités de Álamos car 300 Français avaient débarqué et étaient en train de recruter des indigènes natifs de la région afin de se soulever contre le gouvernement de Juárez. Rosales part de Sinaloa le 2 août, commandant 500 soldats disposés à défendre la place.

## Déroulement
La nouvelle du nombre élevé d'ennemis cause une baisse de moral au sein des troupes républicaines, provoquant un grand nombre de déserteurs. Le 23 septembre, le général Antonio Rosales prend la caserne de la ville avec un très petit nombre de soldats. Il meurt le lendemain après avoir défendu la place attaquée par environ 2 000 miliciens indigènes issus des peuples Yaquis, Cora et Mayos, dirigés par les impérialistes Refugio Tánori (es) et le préfet impérial d'Álamos, José María Tranquilino Almada y Quirós (es). 

## Résultat
Tandis que l'ensemble de l'état de Sonora reconnaît l'autorité impériale, les miliciens locaux indiens demeurent maîtres d'Álamos. Cependant, par la suite des nouvelles combinaisons décidées par le maréchal François Achille Bazaine, en vue d'une potentielle agression des États-Unis, un seul régiment, le 62e de ligne, demeure dans les États de Sonora et de Sinaloa. Le 7 janvier 1866, à Álamos, une faible garnison de 400 hommes succombe sous le nombre des assaillants et, en dépit d'une défense vigoureuse, perd la moitié de ses effectifs.